# Ozzfest
Le Ozzfest est un festival annuel où se produisent différents groupes musicaux aux États-Unis. Fondé par Ozzy Osbourne et sa femme  Sharon Osbourne, le couple organise chaque année le Ozzfest en compagnie de leur fils Jack Osbourne. Le Ozzfest présente de nombreux groupes issus de nombreux genres musicaux dérivés du heavy metal et du hard rock, dont le metal alternatif, le thrash metal, le metal industriel, le metalcore, le punk hardcore, le deathcore, le nu metal, le death metal, le post-hardcore, le metal gothique et le black metal. Ozzy Osbourne et Black Sabbath y ont joué pendant des années.

## Histoire

### Formation
Le festival est créé en 1996 par la femme et manager d'Ozzy Osbourne, Sharon Osbourne, alors que des organisateurs refusaient de laisser Ozzy rejoindre le Lollapalooza. La première édition est bien accueillie. Pour la première édition, ce n'était pas une tournée mais seulement deux dates à Phoenix (Arizona) et à Devore (Californie). En 1998, Le festival quitte les États-Unis pour la première fois et fait une incursion au Royaume-Uni, avec différents line-up (il y a de nouveau eu des concerts au Royaume-Uni en 2001, 2002, et 2005). En 2002, le Ozzfest arrive en Europe continentale, avec neuf dates (sur seize prévues initialement) en Allemagne, Belgique, au Royaume-Uni, en République tchèque, en Pologne et aux Pays-Bas.

### Succès commercial (2000–2006)

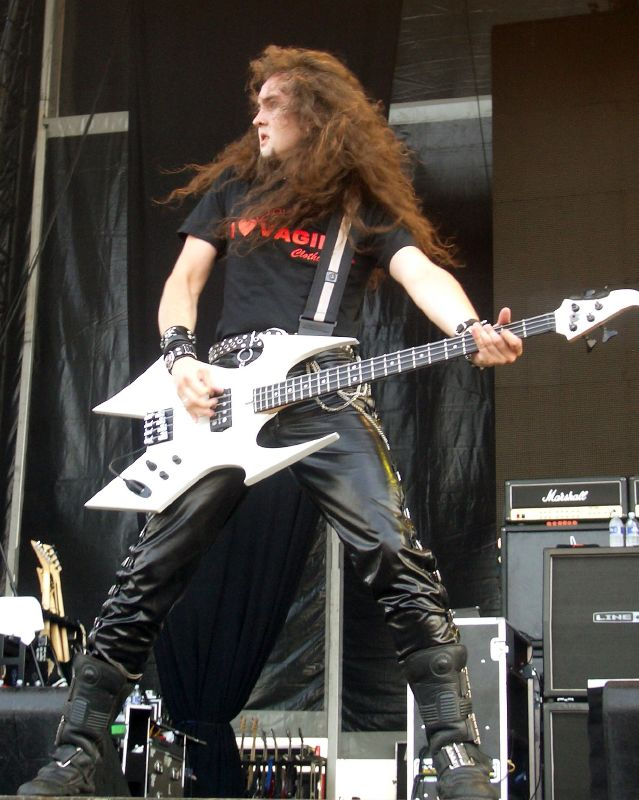
Frédéric Leclercq du groupe Dragonforce, Ozzfest 2006.

Au début des années 2000, des artistes et groupes comme Slipknot, Pantera, Marilyn Manson, Mudvayne, Godsmack, Rob Zombie, Incubus, Linkin Park, System of a Down, Chevelle et Disturbed jouent durant les premières éditions du festival,. Deux compilations enregistrées au Ozzfest ont été commercialisées en 2001 et en 2002. Un tournage au Ozzfest 2004 a été présenté sur MTV, tandis qu'Ozzy et Sharon présentaient une émission télévisée intitulée Battle for Ozzfest (en) dans laquelle huit groupes sur cent sélectionnées étaient nommés. Chaque candidat devait gagner un défi pour avoir une chance.
Durant la performance de Iron Maiden à la dernière édition du Ozzfest, le 20 août 2005 au Hyundai Pavilion (en) de Glen Helen à San Bernardino, Californie, de nombreux événements négatifs se sont déroulés, indirectement causés par Sharon Osbourne. Durant la première chanson, Iron Maiden est ciblé par des projectiles - œufs, capsules de bouteille - par le public. Durant trois chansons de Iron Maiden, le téléprompteur et le microphone du chanteur Bruce Dickinson sont coupés. Pendant le concert, Bruce Dickinson accusait les organisateurs du festival d'avoir délibérément coupé l'électricité. Au départ de Iron Maiden, Sharon Osbourne se présente sur scène expliquant à l'audience qu'elle « adore vraiment Iron Maiden » mais insulte publiquement le chanteur du groupe Bruce Dickinson de « crétin ». Rod Smallwood, manager de Iron Maiden, condamne fermement ces attaques portées au groupe. En 2006, Bruce Dickinson commente « Est-ce que j'en veux à Ozzy et Black Sabbath ? Non. Pourquoi le devrai-je ? Mais je trouve la série télévisée The Osbournes détestable, et l'attitude des célébrités de la télé-réalité dégoûtante. »

### 2007–2008
Le 7 février 2007, les tickets du Ozzfest 2007 sont annoncés être distribué gratuitement ; l'édition est nommée FreeFest. Ces tickets sont distribués via des sites sponsorisés. Des problèmes se sont posés via la distribution de ces tickets. Des fans ont reçu des codes uniques de tickets via le site officiel du Ozzfest, mais à la suite de problèmes et de la surcharge des serveurs, la remise des tickets n'a pas pu s'effectuer. Également, des internautes sur eBay proposaient aux fans l'achat de ces tickets, qui s'avèreraient être des faux. De ce fait, le 26 juillet, Ozzfest abandonne l'idée des codes uniques. Le 16 août 2007 à Holmdel, New Jersey au PNC Bank Arts Center (en), 83 participants, impliquant des mineurs, ont été arrêtés à 20 h 0 heure locale. Deux participants sont morts, l'un d'entre eux ayant abusé d'alcool et de boissons énergisantes.
Des questions sur le déroulement de l'édition 2008 du festival se posent lorsqu'en avril Ozzy Osbourne annonce la healine du Canadian Monsters of Rock festival. La version 2008 se déroule finalement au Pizza Hut Park de Frisco (Texas) le 9 août 2008. Le line-up présente Metallica et Ozzy Osbourne en tête d'affiche, et d'autres artistes et groupes comme Jonathan Davis (frontman de Korn), Sevendust, DevilDriver, Serj Tankian (frontman de System of a Down), Cavalera Conspiracy, Shadows Fall, Apocalyptica et In This Moment,. Une troisième scène, nommée Texas Stage, y est présentée avec, selon les termes de Sharon Osbourne, des groupes originaires du Texas comme The Sword, Drowning Pool, Goatwhore, Soilent Green et Rigor Mortis,. La version canadienne de The Monsters of Rock se déroule exclusivement le 26 juillet 2008 au McMahon Stadium de Calgary, Alberta, au Canada. Le festival présentait des géants du heavy metal dont Judas Priest et le headliner, Ozzy Osbourne.

### 2013
Le 19 octobre 2012, une annonce est faite concernant le retour du Ozzfest les 11, 12 et 13 mai 2013 au Makuhari Messe de Chiba, au Japon ; il s'agirait de la toute première édition du festival dans ce pays,. Les groupes et artistes confirmés pour le Ozzfest japonais incluent Slipknot, Slash et Myles Kennedy and The Conspirators, Deftones, Black Sabbath, Tool et Stone Sour,.

## Scènes
- Scène principale (main stage)[27] : scène où se produisent les têtes d'affiche les plus prestigieuses (bien que certains groupes jouent parfois alternativement sur les deux scènes). Les cachets des groupes sont en général assez élevés : System of a Down et Iron Maiden ont, par exemple, été payé 100 000 $ pour donner en une soirée un concert sur chaque scène. Elle est parfois appelée Ozzy's Stage (La scène d'Ozzy), car il y assure la tête d'affiche chaque année (bien qu'à certaines dates de la tournée 2006, il a joué sur la scène secondaire).
- Scène secondaire (second stage) : scène où se jouent des groupes moins connus. Cependant, les groupes s'y produisant n'éveillent pas moins d'intérêt car de grands groupes y ont joué au début de leur carrière : Mudvayne, Slipknot ou encore Black Label Society. Selon les dates, certains groupes peuvent jouer sur l'une ou l'autre des deux scènes, et lors des dates européennes, une troisième scène pouvait être ajoutée.

## Albums live
- 1997 : Ozzfest, Vol. 1: Live
- 2001 : Ozzfest 2001: The Second Millennium
- 2001 : The Second Millennium
- 2001 : Ozzfest: Second Stage Live
- 2002 : Ozzfest 2002 Live
- 2005 : Ozzfest: Tenth Anniversary (DVD/CD)